# Georges Palante
Georges Palante (20. listopad 1862, Saint-Laurent-Blangy, Francie – 5. srpen 1925, Hillion, Francie) byl francouzský filosof a sociolog.

## Dílo
Ve svém díle obhajoval individualistické názory. Byl ovlivněn mimo jiné Fridrichem Nietzsche a Arthurem Schopenhauerem.
Jeho dílo bývá často citováno anarchisty, on sám se však nikdy k ananarchismu nehlásil.

## Spisy
- Précis de Sociologie, Paris, Alcan, 1901.
- Combat pour l’individu, Paris, Alcan, 1904.
- La Sensibilité individualiste, Paris, Alcan, 1909.
- Les Antinomies entre l’individu et la société, Paris, Alcan, 1912.
- La Philosophie du bovarysme, Jules de Gaultier, Paris, Mercure de France, 1912.
- «Autour d’une thèse refusée en Sorbonne», Revue du Mercure de France, 1912.
- Pessimisme et individualisme, Paris, Alcan, 1914.
- Du nouveau en politique! Des problèmes nouveaux! Des partis nouveaux! Des hommes nouveaux!, Duperret, 1919.

### Překlady do češtiny
- Boj o individuum, eseje, vybral a přeložil Jindřich Morávek (= Arnošt Procházka), KDA, svazek 10, Praha, Kamilla Neumannová, 1905